# Snowidowo
Snowidowo – wieś w Polsce położona w województwie wielkopolskim, w powiecie grodziskim, w gminie Grodzisk Wielkopolski.

## Historia
Miejscowość pierwotnie związana była z Wielkopolską. Ma metrykę średniowieczną i istnieje co najmniej od pierwszej połowy XIV lub XV wieku. Dawniej miała inną nazwę i notowana było jako Siekowo Małe. Wymieniona w dokumencie zapisanym po łacinie z 1422 pod nazwą Nawydowo, Nowydowo, 1427 Slowydowo, 1428 Snowidowo, 1493 Sznowydowo, 1510 Snowydowo, 1563 Sznowidowo.
Niektórzy badacze upatrują początków osadnictwa na tym terenie z osobą Snowida (w oryg. Snovid) kmiecia z Żernik pod Żninem, wymienionego w Bulli Gnieźnieńskiej z 1136 Jest to jednak tylko hipoteza nie znajdująca oparcia w innych źródłach.
Miejscowość była początkowo własnością szlachecką należącą do lokalnej szlachty wielkopolskiej z rodu Urbanowskich, którzy od nazwy wsi nosili także odmiejscowe nazwisko Snowidowkich, a także rodów Chełmskich, Borzysławskich, Ujejskich, Zadorskich, Woźnickich. W 1469 należała do powiatu kościańskiego Korony Królestwa Polskiego. W 1510 należała w parafii Ptaszkowo.
W 1428 Piotr Urbanowski ze Snowidowa oraz Urbanowa zapowiedział przed sądem ziemskim obie wsie jako swoją własność. W 1469 Mikołaj Snowidowski, zwany też Urbanowskim, zapisał swojej żonie Małgorzacie po 70 grzywien posagu oraz wiana m.in. na połowie Snowidowa. W 1489 Mikołaj ten wraz z żoną Małgorzatą, panią wienną w Snowidowie, sprzedali swoim dziedzicom z Kurnatowic m.in. 2 grzywny czynszu rocznego na Snowidowie z zastrzeżeniem prawa wykupu za 20 grzywien. W 1493 Mikołaj Snowidowski sprzedał Janowi Borzysławskiemu wieś Snowidowo za 200 grzywien i kupił od niego jego prawo do połowy Wierzchaczewa, zastawionego wraz z Sokolnikami Małymi przez zmarłego wojewodę poznańskiego Stanisława Ostroroga za kwotę 500 grzywien, a następnie nabywca zapisał swojej żonie Małgorzacie po 75 grzywien posagu oraz wiana na Wierzchaczewie. Po śmierci Mikołaja Snowidowskiego majątek dziedziczy w latach 1511–1514 wdowa Małgorzta Snowidowska wraz z synem Grzegorzem dziedzicem Nowego Urbanowa.
W 1486 Mikołaj Chełmski z Chełmna koło Pniew sprzedał Janowi Brodnickiemu 1/3 przezysków na Snowidowie z zastrzeżeniem prawa wykupu za 13 grzywien. W 1487 Piotr Chełmski sprzedał Janowi ze Słupi Wielkiej w powiecie pyzdrskim przezyski na Snowidowie z zastrzeżeniem prawa wykupu za 13 grzywien.
Kolejnym właścicielem wsi z przełomu XV-XVI wieku był Jan Borzysławski, który w 1493 kupił ją od Mikołaja Snowidowskiego. W 1506 zapisał on żonie Małgorzacie z domu Gnińskiej po 100 grzywien posagu oraz wiana na połowie Uścięcic oraz na całym Snowidowie. W 1510 odnotowano w Snowidowie folwark należący do Jana Borzysławskiego. W 1512 sprzedał on Wojciechowi Zadorskiemu całe Snowidowo za 104 grzywny. W 1526 Jerzy Borzysławski sprzedał bratu Feliksowi całe swe części po rodzicach w Borzysławiu, Cykówku i Snowidowie za 150 grzywien. W 1526 bracia niedzielni Feliks i Jan Borzysławscy sprzedali Janowi Ujejskiemu swoje części dziedziczne w Snowidowie za 150 grzywien. W 1527 Feliks Borzysławski dał w dziale dóbr swoim braciom Stanisławowi, Piotrowi i Maciejowi część Borzysławia, połowę Snowidowa i 3 łany osiadłe w Cykówku. Piotr, Stanisław i Maciej Borzysławscy sprzedali Janowi Ujejskiemu połowę Snowidowa bez lasów oraz Kurowską Strugę z zastrzeżeniem prawa wykupu za 80 grzywien. W 1527 Stanisław Borzysławski sprzedał Janowi Ujejskiemu części lasów w Snowidowie z zastrzeżeniem prawa wykupu za 20 grzywien.
Wieś odnotowały także historyczne rejestry podatkowe. W 1510 we wsi gospodarowało 5 zagrodników, którzy uprawiali też 1,5 łana opuszczonego we wsi Strzelce koło Grodziska. W 1530 odnotowano pobór podatków we wsi od 3 łanów i 3 kwart roli. W 1563 miał miejsce pobór w Snowidowie od jednego łana. W 1580 pobrano podatki z części należącej do Małgorzaty Borzysławskiej od jedengo zagrodnika, jednego pługa ratajskiego (rataj to najemny pracownik), a z części Jana Borzysławskiego pobrano od połowy łana.
W 1580 wieś szlachecka Snowydowo położona była w powiecie kościańskim województwa poznańskiego w Rzeczypospolitej Obojga Narodów. Należała wówczas do rodu Borysławskich herbu Szreniawa. W roku 1607 Marcin Borysławski wraz z bratem Wawrzyńcem zastawił Snowidowo Łukaszowi Gorzeńskiemu. W 1624 r. wieś kupuje od Gorzeńskich biskup Płocki Hieronim Cielecki herbu Zaremba. W Snowidowie widoczne są wpływy osadnictwa olęderskiego, które wiązało się z irygacją podmokłych terenów. W połowie XVIII wieku wieś przeszła w posiadanie rodu Mielżyńskich. W 1775 roku wojewoda poznański Józef Klemens Mielżyński dokonuje ekwicji, czyli zabezpieczenia swych dóbr surażskich na wsiach wielkopolskich, w tym na Snowidowie.
W wyniku II rozbioru Rzeczypospolitej w 1793, miejscowość przeszła w posiadanie Prus i jak cała Wielkopolska znalazła się w zaborze pruskim. W okresie Wielkiego Księstwa Poznańskiego (1815-1848) Snowidowo należało do wsi większych w ówczesnym powiecie bukowskim, który dzielił się na cztery okręgi (bukowski, grodziski, lutomyślski oraz lwowkowski). Snowidowo należało do okręgu grodziskiego i stanowiło część majątku Kotowo, którego właścicielem był wówczas Maciej Mielżyński. W skład majątku Kotowo wchodziły ponadto: Borzysław oraz Woźniki. Według spisu urzędowego z 1837 roku wieś liczyła 157 mieszkańców i 16 dymów (domostw). W połowie XIX wieku wraz z rozwojem okolicznych browarów w Snowidowie rozpowszechniła się uprawa chmielu. W 1861 r. sięgała około 50 tyczek.
W latach 1975–1998 miejscowość administracyjnie należała do województwa poznańskiego.
Od 2009 roku w pobliżu wsi działa należąca do PGNiG Odazotownia Grodzisk, druga w Polsce odazotownia gazu ziemnego.